# Senescență

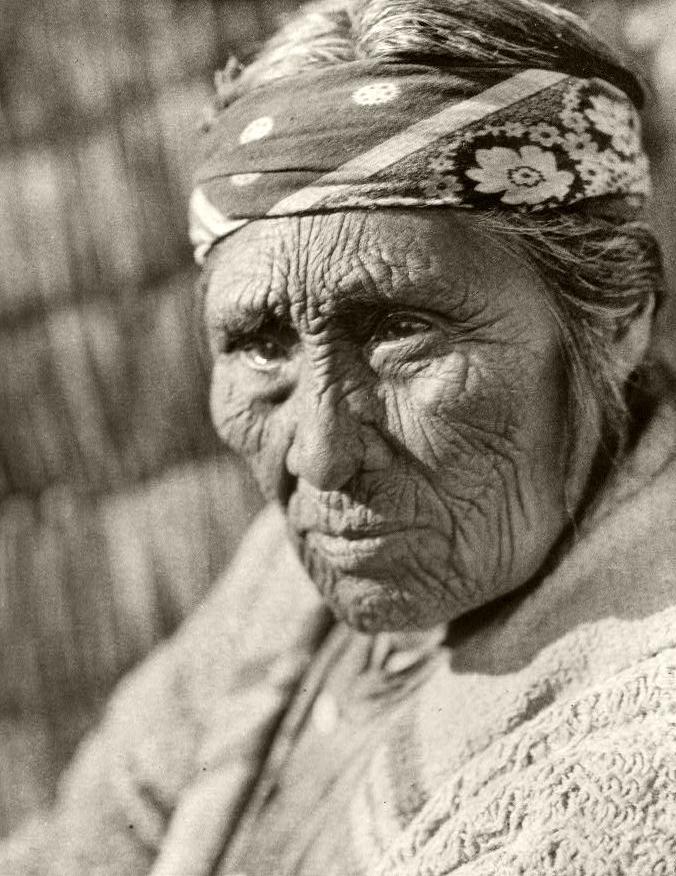
Femeie Klamath în vârstă fotografiată de către Edward S. Curtis în 1924

Senescența  sau îmbătrânirea biologică reprezintă procesul de schimbare a unui organism după ce a trecut de maturitate. Aceste schimbări variază ca efect de la nivel celular până la nivel general al întregului organism. Există un număr de teorii despre cauzele senescenței, incluzând unele care susțin că genele sunt programate pentru schimbare sau că procesele biologice produc daune acumulative. Senescența nu este soarta inevitabilă a tuturor organismelor. Există diverse animale care au o senescență neglijabilă. Existența acesteia și recente studii privind întinerirea și prelungirea vieții de 2.5 ori la șoareci, 15 ori la drojdie și de 10 ori la nematode dau speranțe asupra obținerii senescenței neglijabilă și la oameni.

## Determinanți genetici ai îmbătrânirii
O serie de componente genetice ale îmbătrânirii au fost identificate folosind organisme model, variind de la drojdia pură de plante Saccharomyces cerevisiae la viermi precum Caenorhabditis elegans și muștele de fructe Drosophila melanogaster). Studiul acestor organisme a evidențiat prezența a cel puțin două căi conservate de îmbătrânire. Expresia genetică este controlată imperfect și este posibil ca fluctuațiile aleatoare ale nivelelor de expresie ale multor gene să contribuie la procesul de îmbătrânire, așa cum este sugerat de un studiu al unor astfel de gene în drojdie. Celulele individuale, care sunt identice din punct de vedere genetic, pot avea totuși răspunsuri substanțial diferite față de stimulii externi și durata de viață semnificativ diferită, indicând factorii epigenetici care joacă un rol important în exprimarea genelor și în îmbătrânirea, precum și în factorii genetici.